# فزواطة
 فزواطة (بالإنجليزية: FEZOUATA)‏ هي جماعة قروية تابعة لإقليم زاكورة ضمن جهة درعة تافيلالت بالمغرب.  بلغ مجموع عدد سكان فزواطة  حسب إحصاءات 2004  حوالي  8281  نسمة  يعيشون في 839 أسرة.

## إحصاء عام
| السنة | عدد السكان | عدد الأسر | عدد الأجانب |
| ----- | ---------- | --------- | ----------- |
| 1994  | 7387       | 732       | °°°°        |
| 2004  | 8281       | 839       | 0           |